# 비칼바로
비칼바로(스페인어: Vicálvaro)는 스페인 마드리드의 행정구 중 하나이다.

## 지역

비칼바로

비칼바로는 2개의 다음과 같은 지구가 있다.
- 암브로스
- 카스코히스토리코데비칼바로